# 대한민국 대통령비서실
대통령비서실(大統領秘書室)은 대통령의 직무를 보좌하는 대한민국의 중앙행정기관이다. 실장 및 정책실장은 장관급 정무직공무원으로 보한다.

## 소관 사무
- 대통령 국정 수행 보좌

## 연혁
- 1960년 8월 13일: 대통령비서실 설치.[4]
- 2008년 2월 29일: 대통령실로 개편.[5]
- 2013년 3월 23일: 대통령실을 대통령비서실과 국가안보실로 분리.[6]

## 조직
경제수석비서관은 국민경제자문회의의 간사위원을 겸임하고 과학기술비서관은 국가과학기술자문회의의 간사위원을 겸임할 수 있다.
대통령이 임명하는 직위 등에 대한 인사의 공정성을 확보하기 위해 실장을 위원장으로 하는 인사위원회를 두며 행정부 소속 고위공직자, 공공기관·단체 등의 장 및 임원, 대통령의 친족 및 대통령과 특수한 관계에 있는 사람에 대한 감찰 업무를 수행하기 위해 감찰반을 둔다.
대통령의 국정수행을 보좌하거나 자문에 응하게 하기 위해 특별보좌관과 자문위원을 둘 수 있다.
기타 하부조직과 분장사무는 비서실장이 정한다.
현재 비서실의 임용 현황은 이재명 정부#기타에 정리되어 있다. 
| 수석비서관실           | 비서관실 |
| ---------------------- | --- |
|                        | 외교안보특별보좌관ㆍ재정기획보좌관 |
| 실장 산하 하부조직     | |
| 대통령비서실장         | 총무비서관ㆍ의전비서관ㆍ제1부속실장ㆍ제2부속실장ㆍ연설비서관ㆍ국정기획비서관ㆍ국정기록비서관ㆍ국정상황실장ㆍ균형인사제도비서관ㆍ인사비서관ㆍ관리비서관 |
| 정무수석비서관         | 정무비서관ㆍ자치발전비서관 |
| 홍보소통수석비서관     | 홍보기획비서관ㆍ국정홍보비서관ㆍ대변인ㆍ해외언론비서관ㆍ보도지원비서관ㆍ디지털소통비서관                                                               |
| 경청통합수석비서관     | 국민경청비서관ㆍ국민통합비서관ㆍ공공갈등조정비서관 |
| 민정수석비서관         | 민정비서관ㆍ공직기강비서관ㆍ법무비서관ㆍ사법제도비서관                                                                                                 |
| 정책실장 산하 하부조직 | |
| 정책실장               | 국정과제정책조정비서관ㆍ정책홍보비서관 |
| 경제성장수석비서관     | 성장경제비서관ㆍ산업정책비서관ㆍ국토교통비서관ㆍ농림축산비서관ㆍ중소벤처비서관ㆍ해양수산비서관                                                         |
| 사회수석비서관         | 보건복지비서관ㆍ노동비서관ㆍ교육비서관ㆍ문화체육비서관ㆍ성평등가족비서관                                                                               |
| AI미래기획수석비서관   | 국가AI정책비서관ㆍ과학기술연구비서관ㆍ인구정책비서관ㆍ기후환경에너지비서관                                                                             |

## 정원
대통령비서실에 두는 공무원의 정원은 다음과 같다.
| 총계      | 총계                   | 443명 |
| --------- | ---------------------- | ----- |
| 정무직 계 | 정무직 계              | 12명  |
|           | 비서실장               | 1명   |
|           | 정책실장               | 1명   |
|           | 보좌관 또는 수석비서관 | 10명  |
|           |                        |       |
| 일반직 계 | 일반직 계              | 431명 |
|           | 고위공무원단           | 79명  |
|           | 3급 이하 5급 이상      | 197명 |
|           | 6급 이하               | 155명 |

## 재정
총수입·총지출 기준 2023년 재정 규모는 다음과 같다.
| 구분     | 세입예산       | 작년 대비 증감 |
| -------- | -------------- | -------------- |
| 일반회계 | 2억 9,700만 원 | -              |
|          |                |                |
| 합계     | 2억 9,700만 원 | -              |

| 구분     | 구분     | 세출예산         | 작년 대비 증감 |
| -------- | -------- | ---------------- | -------------- |
| 일반회계 | 일반행정 | 985억 2,300만 원 | +3.09%         |
|          |          |                  |                |
| 합계     | 합계     | 985억 2,300만 원 | +3.09%         |

## 사건사고 및 논란

### 윤창중 수석대변인의 인턴 성추행
2013년 5월 8일(미국 시간) 한·미정상회담차, 미국에서 대통령을 수행하고 있던 윤창중 홍보수석비서관실 대변인이 대통령과 다른 청와대 직원들과 달리, 나홀로 다음 기착지인 로스앤젤레스로 가지 않고 워싱턴 D.C.에서 돌연히 귀국하였다는 사실이 한국 시간으로 5월 10일 새벽 알려졌다. 당시에는 개인적인 사정으로 알려졌다. 이후 윤창중이 한국계 미국인 인턴에게 성추행을 했다는 내용이 인터넷을 통해 유포되었다. 한국시간으로 5월 10일 새벽 3시, 미국 로스앤젤레스 시간으로 9일 오전 11시에 이남기 홍보수석은 로스앤젤레스에서 대통령이 윤창중을 경질하였다는 사실을 발표했다. 이 발표에서는 윤창중의 행위에 대해 개인적으로 불미스러운 일에 연루되었다고만 밝혔다. 윤창중은 호텔 짐도 챙기지 않고 귀국한 것으로 알려졌다. 5월 10일 언론을 통하여 2013년 5월 7일 밤(워싱턴DC 시각) 홍보수석비서관실의 윤창중 대변인이 여직원의 엉덩이를 만진 사실이 공개됐다. 윤창중은 5월 11일 종로구에서 기자회견을 가지고 혐의 내용을 부인하였다. 그는 허리를 친적이 있다고 밝혔다. 그러나 그는 귀국 직후 청와대 공직기강팀의 조사를 받았는데, 거기서는 여성의 엉덩이를 만진 행동과 해당 여성을 노팬티로 마주했다고 시인한 바 있다. 그 조사에서 윤창중은 성관계를 가질 목적은 없었다고 밝혔다.
이 사건은 청와대가 출국을 도와줬다는 의혹도 있다. 이 사건으로 직속 상급자인 이남기 홍보수석비서관이 사과발표를 하였으며, 사의를 표명하였다. 또한, 이남기 홍보수석비서관과 윤창중 전 수석대변인 간의 진술 차이, 대통령에 대한 사과 표현 등이 문제시되어 허태열 대통령비서실장이 공식사과를 발표하였다.
이후 윤창중은 방미기간동안 내내 술판을 벌이고, 뉴욕에서도 인턴을 상대로 술을 같이 하자고 요구하는 행위를 한 것이 확인되었다. 해당 인턴이 정신적인 충격을 받은 것 뿐 아니라 다음날 대변인의 직무 수행에도 지장을 줄 정도로 방미 첫날부터 술을 마셨다고 한다.
이후 공개된 사실에 따르면 미국시간으로 윤창중이 엉덩이를 만진 뒤 피해자를 윤창중이 다시 호출하였고, 여직원을 맞는 과정에서 나체로 맞은 것으로 알려져 2차 성추행으로 지적받고 있다. 피해자는 알몸의 윤창중을 목격한 뒤 한국문화원에 신고하였다. 한국문화원은 이 사건을 무마하려 하여 피해자는 크게 화가 나 미국 경찰에 신고했다고 한다. 한편 윤창중의 번복에 대하여 미국법상 무단으로 타인의 허리를 만지는 경우 성추행에 포함되지 않는 것을 알고 거짓말을 한 것이라는 의혹도 제기되고 있다. 윤창중의 행위는 엉덩이를 만진 행위를 인정할 경우 가장 낮은 5급 성폭력에 해당되는 것으로 알려졌다. 한편 윤창중의 혐의는 미국법과 대한민국법에서도 모두 처벌대상이지만, 대한민국에서는 강제추행죄가 6월 19일부터에서야 친고죄가 폐지되고, 친고죄 폐지가 소급 적용되지 않아서 피해자가 대한민국에 또 고소를 해야 대한민국에서 처벌할 수 있다.
이남기 수석의 행위도 문제가 되고 있다. 윤창중의 11일 기자회견에 따르면 이남기 수석이 윤창중에게 귀국을 지시하고 항공권을 구입해주었다고 하며, 자신의 숙소에 윤창중이 은신하도록 허락하였다고 한다. 이남기 수석은 이를 부인하였다. 한편 이남기의 행위는 피의자의 귀국을 방조한 혐의만으로도 미국에서 사법방해죄로 처벌될 수 있는 사안이다.
윤창중의 행위를 대한민국에서 처벌하기 위하여 여성단체등으로 구성된 1000명은 윤창중을 업무상 지위를 이용하여 위력으로 추행, 기자회견에서 성추행 피해자에 대한 허위 사실을 유포한 명예훼손 혐의로 6월 4일 11시 서울중앙지방검찰청에 고발장을 냈다.
2016년 5월 미국 워싱턴 DC 법에 따른 공소시효가 만료되었다.

### 김영한 민정수석비서관 항명사건
2015년 1월 9일 대통령비서실 수석비서관이 여야 합의사항을 거부한 것은 물론 상급자인 대통령비서실장 지시마저 거부하는 초유의 ‘항명 파문’이 벌어졌다. 김영한 민정수석비서관이 여야가 합의하고, 김기춘 대통령비서실장이 지시한 국회 운영위원회 출석을 거부하고 사의를 표명한 것이다.
김재원 새누리당 원내수석부대표는 이날 오후 국회 운영위원회가 속개되자마자 "새누리당은 비록 대통령비서실에서 유출된 문건이 허위로 밝혀졌다 하더라도 민정수석실에서 벌어진 사안인 만큼 민정수석비서관 출석이 필요하다는 점에 의견 일치했다"라며 "국회 운영위원회 주 질문이 끝나면 민정수석비서관이 출석해 답변하기로 여야 간 합의했다"라고 말했다. 그러나 안규백 새정치민주연합 원내수석부대표는 "합의가 됐는데도 돌발 사태가 있는 것 같다"라며 "김기춘 대통령비서실장님의 명쾌한 답변이 있어야 될 거 같다"라고 말했다. 그러자 김기춘 실장은 "민정수석비서관이 출석하도록 제가 지시를 했는데도 본인이 출석할 수 없다고 한다"라며 "지금 그런 행동을 취하고 있는 상황"이라고 말했다.
이에 국회 운영위원회 위원장인 이완구 새누리당 원내대표는 "출석할 수 없다는 반응인가"라고 재차 물었고 안규백 원내수석부대표는 "실장님 지휘 하에 있는 수석이 실장의 지시를 거부하는 것에 대해 앞으로 어떤 조치를 취할 것이냐"라고 추궁했다. 김기춘 비서실장은 "비서실장이 지시한데 대해서 공직자가 응하지 않는다면 강력한 응분의 책임을 물어야한다고 생각한다"라고 답했다. 그러나 이완구 원내대표는 다시 "여야가 합의해서 출석여부 의견이 모아졌는데도 이것을 받아들이지 않으면 중대사태"라며 "애매하게 말씀마시고 시간 드릴테니까 양 간사와 다시 대화를 하고 만약 본인이 응하지 않을 때 어떤 조치를 취할건지 구체적으로 답변해야 한다"라고 강조했고 김기춘 실장은 "사표를 받고 대통령에게 해임을 건의하겠다"라고 말했다. 결국 오후 2시 43분께 속개된 운영위원회는 김영한 민정수석의 출석 거부로 인해 5분여 만에 다시 정회됐다.
국회 운영위원회 전체회의가 김영한 수석의 출석 문제로 정회하자 새누리당 김재원 수석부대표는 이날 오후 기자들과 만나 "점심 시간 내내 출석을 요구했으나 민정수석 본인은 '사퇴하겠다. 나는 국회에 가서 답변할 수 없다'고 했다"라고 전했다. 또한 김영한 수석의 사의 표명 배경에 대해 "우리도 이유를 알고 싶다"라며 "돌발적 상황"이라고 설명했다.
이와 관련하여 민경욱 대통령비서실 대변인은 춘추관 브리핑에서 "김영한 수석은 문건유출 사건 이후 보임해 사건에 대해 잘 알지 못하는 자신의 출석 여부가 핵심 쟁점으로 부각되는 것은 말 그대로 정치 공세라고 생각하며, 지난 25년간 특별한 경우 외에는 민정수석이 국회에 출석하지 않는 것이 관행으로 정착돼 왔던 것인데, 정치공세에 굴복해 나쁜 선례를 남기지 않기 위해 출석하지 않겠다는 강력한 의지를 밝혔다"라고 전했다. 또 "김영한 수석은 다만 이에 대한 책임을 지고 본인이 사의를 표하는 것이 도리라고 생각했다"라고 덧붙였다. 한편, 대통령비서실 관계자는 "그런 소신이 있다면 미리 내부에 이야기를 했어야지, 이런 독선이 어딨느냐"라며 "예전부터 사퇴하고 싶어했던 것 같다"라고 말했다.
하지만 과거 민정수석비서관의 국회출석이 다섯 번이나 있었고, 설사 출석이 적절치 않다는 판단을 했어도 직속상관인 김기춘 실장의 명령을 현실적으로 수석비서관이 '거부'한다는 것은 상상하기 어려운 일로 받아들여진다. 김기춘 실장은 김영한 민정수석의 법조계 대선배이며 공직기강이 가장 확실해야 할 대통령비서실이라는 점에서 더욱 그렇다.
박완주 새정치민주연합 원내대변인은 "공직기강의 문란함이 생방송으로 전 국민에게 중계되는 초유의 사태가 일어났다"라며 "대통령비서실의 국회 무시 행태가 도를 넘었고 대통령비서실 내부시스템은 철저하게 망가졌다"라고 비판했다. 김제남 정의당 원내대변인도 "사건의 실체를 밝혀내기 위해 핵심 관계자인 민정수석이 국회의 부름에 응하는 것은 당연한 의무"라며 "김영한 수석의 급작스러운 사의표명은 국회출석을 끝내 회피하고 국정농단 사건의 진상을 은폐하기 위한 명백한 꼼수에 불과하다"라고 말했다.
2015년 1월 10일 박근혜 대통령이 김영한 민정수석비서관의 사표를 수리했다. 민경욱 대변인은 이날 브리핑에서 "김영한 민정수석비서관의 사표가 오늘 오전에 수리돼 오늘 자로 면직 처리됐다"라고 밝혔다. 이어 "어제 사표가 제출됐고, 김기춘 대통령비서실장이 작성해 올린 서류를 대통령께서 오늘 오전 재가했다"라고 덧붙였다.
같은 날 정홍원 국무총리가 새해를 맞아 국무총리비서실 출입기자들과 정부세종청사 인근 운주산에서 산행을 함께 뒤 오찬장에서 '항명사태'에 대해 당황스럽다는 입장을 보였다. 정홍원 국무총리는 기자들로부터 '항명사태'에 대해 어떻게 생각하느냐는 질문을 받고 "김영한 전 수석이 (내가) 대전지방검찰청 차장검사로 재직하던 시절 평검사로 같이 일했었는 데 (주어진 업무에) 최선을 다하고 소신이 강한 스타일 이었다"라며 "김영한 전 수석이 국회에 출석하는 전례를 만들지 않겠다며 고집을 부린 것으로 보이지만 바람직하지 못한 처사"라고 말했다.
한편, 박영선 새정치민주연합 의원은 트위터에 "민정수석 항명사태는 단순히 대통령비서실장에 대한 항명이 아니다"라며 "국민에 대한 항명입니다"라고 의미를 부여했다. 박영선 의원은 이어 "이명박 정권부터 쌓여온 민정수석실의 국정농단은 이미 곪아있는 상태"라고 지적하며 "이대로 대한민국의 미래는 없습니다. 정의로운 대한민국을 만들지 못하는 이유"라고 말했다.
2015년 1월 11일 새정치민주연합 서영교 원내대변인은 "징계성 면직을 했어야 하는데 조용히 (사표를) 수리했다니 대통령의 영도, 대통령비서실의 기강도 무너져 내렸다"라며 "대통령비서실의 시스템이 모두 무너져 내렸다고 얘기할 수밖에 없다"라고 말했다. 당권주자 중 한명인 문재인 후보는 이날 울산지역 합동연설회를 앞두고 기자들과 만나 "최근의 국정농단에 이어 민정수석 항명에 이르기까지 박근혜 대통령의 대통령비서실 기강이 정상적인 상태가 아니다"라며 "내각의 전면 개편을 통한 국정쇄신이 필요하다"라고 강조했다. 이인영 후보도 "대통령의 가장 가까운 곳에서 항명사태가 일어났다면 박정희 전 대통령은 불호령을 내렸을 것"이라며 "박근혜 대통령이 아무 말도 하지 않은 채 신년 기자회견으로 이 상황을 넘어가려 하는 것은 온당치 않다"라고 말했다.
새누리당도 친이계 등 비주류를 중심으로 민정수석 교체를 계기로 대통령비서실의 전면적인 쇄신 필요성도 고개를 들고 있다. 정병국 의원은 "대통령비서실이 인적쇄신을 하지 않으면 대통령이 더 어려워진다"라고 말했다.

## 같이 보기
- 대통령
- 대통령비서실장
- 대통령비서실 정책실장
- 대통령비서실 수석비서관
- 대통령비서실 경청통합수석비서관
- 국가안보실
- 대통령경호처

### 내용주
1. 1 2 3  국가안보실과 합산한 예산.

### 참조주
1. 1 2  「대통령비서실 직제」 별표
2. 1 2  기획재정부. “열린재정 > 재정연구분석 > 재정분석통계 > 예산편성현황(총수입)”. 《열린재정》. 2023년 3월 8일에 확인함.
3. 1 2  기획재정부. “열린재정 > 재정연구분석 > 재정분석통계 > 세목 예산편성현황(총지출)”. 《열린재정》. 2023년 3월 8일에 확인함.
4. ↑  국무원령 제66호
5. ↑  법률 제8852호
6. ↑  법률 제11690호
7. ↑  신지홍 (2013년 5월 10일). “朴대통령 방미수행 윤창중, 홀로 중도귀국”. 《연합뉴스》 (로스앤젤레스). 2013년 5월 14일에 확인함.
8. ↑  민병기 (2013년 5월 10일). “<윤창중 파문>靑발표·Missy USA 등으로 본 사건 전모”. 《문화일보》. 2013년 5월 14일에 확인함.
9. ↑  최원영 (2013년 6월 10일). “박근혜 대통령, 윤창중 대변인 전격 경질”. 《TV조선》. 2016년 3월 15일에 원본 문서에서 보존된 문서. 2013년 5월 14일에 확인함.
10. ↑  김남권 (2013년 5월 10일). “윤창중 '부적절' 행위로 전격 경질, 訪美 오점”. 《연합뉴스》 (로스앤젤레스). 2013년 5월 14일에 확인함.
11. ↑  “윤창중 '성추행' 경질 일파만파‥ 美 경찰 출두요청에 줄행랑”. 《한국경제TV》. 2013년 5월 10일. 2013년 5월 14일에 확인함.
12. ↑  신지홍 (2013년 5월 12일). “"윤창중, 靑진술서 '엉덩이 터치·본인 노팬티' 시인"”. 《연합뉴스》 (서울). 2013년 5월 13일에 확인함.
13. ↑  김영미 (2013년 5월 13일). “윤창중의 출국 누가 도와줬나?”. 《시사IN》. 2013년 5월 13일에 확인함.
14. ↑  장용석 (2013년 5월 12일). “靑 "윤창중 사건, 美측에 조속한 수사 진행 요청"”. 《뉴스1》 (서울). 2013년 5월 13일에 확인함.
15. ↑  온라인뉴스팀 (2013년 5월 12일). “이남기 홍보수석 사의…허태열 "책임 피하지 않을 것"”. 《한겨레》. 2013년 5월 13일에 확인함.
16. ↑  정준희 (2013년 5월 12일). “靑 허태열 공식 사과…이남기 홍보수석 사의”. 《MBC》. 2013년 5월 13일에 확인함.
17. ↑  한석희 (2013년 5월 14일). “'3일 내내 술판 윤창중'…제재 한 번 없었다”. 《헤럴드경제》. 2013년 5월 14일에 확인함.
18. ↑  민병기 (2013년 5월 14일). “<윤창중 파문 일파만파>7일 21:30, 2시간이상 술자리 1차 성추행 의혹”. 《문화일보》. 2013년 5월 14일에 확인함.
19. ↑  이제교 (2013년 5월 14일). “대응 4대 의문점 ① 문화원, 性추행 내부신고 묵살했나”. 《문화일보》. 2013년 5월 14일에 확인함.
20. ↑  이다람 (2013년 5월 14일). “허리와 엉덩이 사이…윤창중 말바꾸기, 미국법 철저히 검토한 듯”. 《이투데이》. 2013년 5월 14일에 확인함.
21. ↑  윤다정 (2013년 5월 14일). “청와대, 윤창중 숨기기에 급급 드러나”. 《미디어뉴스》. 2013년 5월 14일에 확인함.
22. ↑  배재련 (2013년 5월 11일). “성추행의혹 전면부인 윤창중 "이남기 수석 귀국지시"(기자회견 전문)”. 《뉴스엔》. 2013년 5월 14일에 확인함.
23. ↑  곽재훈 (2013년 5월 13일). “"윤창중, 귀국 직전 이남기 수석 호텔방에 은신"”. 《프레시안》. 2013년 5월 14일에 확인함.
24. ↑  김고은 (2013년 5월 14일). “'윤창중 사건' 우리 정부 법적 책임 있나”. 《기자협회보》. 2013년 5월 14일에 확인함.
25. ↑  디지털뉴스팀 (2013년 6월 4일). “여성단체 등 1000명, '성추행 혐의' 윤창중 고발”. 《경향신문》. 2013년 6월 10일에 확인함.
26. ↑  이동화 (2016년 5월 25일). “20대 여성 성추행 '윤창중' 공소시효 만료…법적 책임 없어”. 《MBN》. 2016년 5월 26일에 확인함.
27. ↑  김진우; 박홍두 (2015년 1월 9일). “민정수석 "국회 가느니 사퇴"… 초유의 항명 파문”. 《경향신문》. 2015년 1월 11일에 확인함.
28. ↑  장세훈 (2015년 1월 10일). “김영한 靑 민정수석 '항명' 파문”. 《서울신문》. 2015년 1월 11일에 확인함.
29. ↑  강주희 (2015년 1월 9일). “김영한 민정수석, 운영위 출석 거부‥ '돌발 항명' 당혹”. 《고발뉴스》. 2015년 1월 11일에 확인함.
30. ↑  이재기; 이용문 (2015년 1월 9일). “김영한 민정수석 항명…국회 '발칵' 김기춘도 '황당'”. 《노컷뉴스》. 2015년 1월 11일에 확인함.
31. ↑  박해식 (2015년 1월 9일). “靑 민정수석 항명? 국회 출석 거부후 "물러나겠다"”. 《동아일보》. 2015년 1월 11일에 확인함.
32. ↑  김기현 (2015년 1월 9일). “김영한 민정수석 국회 출석 거부…'항명 사의' 파문”. 《KBS》. 2015년 1월 11일에 확인함.
33. ↑  김유대; 김영신 (2015년 1월 9일). “민정수석 '항명'에 與도 '부글부글'…靑인적쇄신 탄력받나(종합)”. 《뉴스1》 (서울). 2015년 1월 11일에 확인함.
34. ↑  정윤섭 (2015년 1월 9일). “<靑민정수석 '항명사태'…집권3년차 스텝 꼬이나>”. 《연합뉴스》. 2015년 1월 11일에 확인함.
35. ↑  김호선 (2015년 1월 9일). “靑민정수석 '항명'성 사의… "해임하도록 건의"”. 《SBS》. 2015년 1월 11일에 확인함.
36. ↑  “김영한 청와대 민정수석 사의표명…항명사태로 번지나”. 《한겨레》. 2015년 1월 9일. 2015년 1월 11일에 확인함.
37. ↑  김종민 (2015년 1월 9일). “김영한 청와대 민정수석 항명 파문, 청와대 인적쇄신론 불붙이나”. 《데일리한국》. 2015년 1월 11일에 확인함.
38. ↑  박성민 (2015년 1월 9일). “김영한 靑민정수석, '항명사태' 도대체 왜”. 《데일리한국》. 2015년 1월 11일에 확인함.
39. ↑  신용호; 권호 (2015년 1월 10일). “김영한 민정수석 '항명 사퇴'”. 《중앙일보》. 2015년 1월 11일에 확인함.
40. ↑  신범수 (2015년 1월 10일). “민정수석 '항명사퇴'…말 못할 비밀 있나, 靑쇄신 대타인가”. 《아시아경제》. 2015년 1월 11일에 확인함.
41. ↑  최지용; 이주영 (2015년 1월 9일). “청와대 민정수석 '황당' 사의 야당 "박 대통령 입장 밝혀야"”. 《오마이뉴스》. 2015년 1월 11일에 확인함.
42. ↑  “[속보] 박 대통령, '항명' 김영한 민정수석 사표 수리”. 《한겨레》. 2015년 1월 10일. 2015년 1월 11일에 확인함.
43. ↑  정혁수 (2015년 1월 10일). “정 총리 "김영한 민정수석 항명 바람직하지 못해"”. 《머니투데이》 (세종). 2015년 1월 11일에 확인함.
44. ↑  신종철 (2015년 1월 10일). “박영선 "김영한 민정수석 사태는 김기춘 아닌 국민에 대한 항명"”. 《로이슈》. 2015년 1월 11일에 확인함.
45. ↑  배민욱 (2015년 1월 11일). “새정치연합, 민정수석 항명사태 공세 고삐”. 《뉴시스》. 2015년 1월 11일에 원본 문서에서 보존된 문서. 2015년 1월 11일에 확인함.
46. ↑  이화종 (2015년 1월 10일). “김영한 민정수석 국회 운영위 출석 거부 '항명' 후폭풍”. 《문화일보》. 2015년 1월 11일에 확인함.